# بوهوسلاو ابرمن
بوهوسلاو ابرمن (انگلیسی: Bohuslav Ebermann؛ زادهٔ ۱۹ سپتامبر ۱۹۴۸) بازیکن هاکی روی یخ اهل چکسلواکی است.